# Gefahren der See

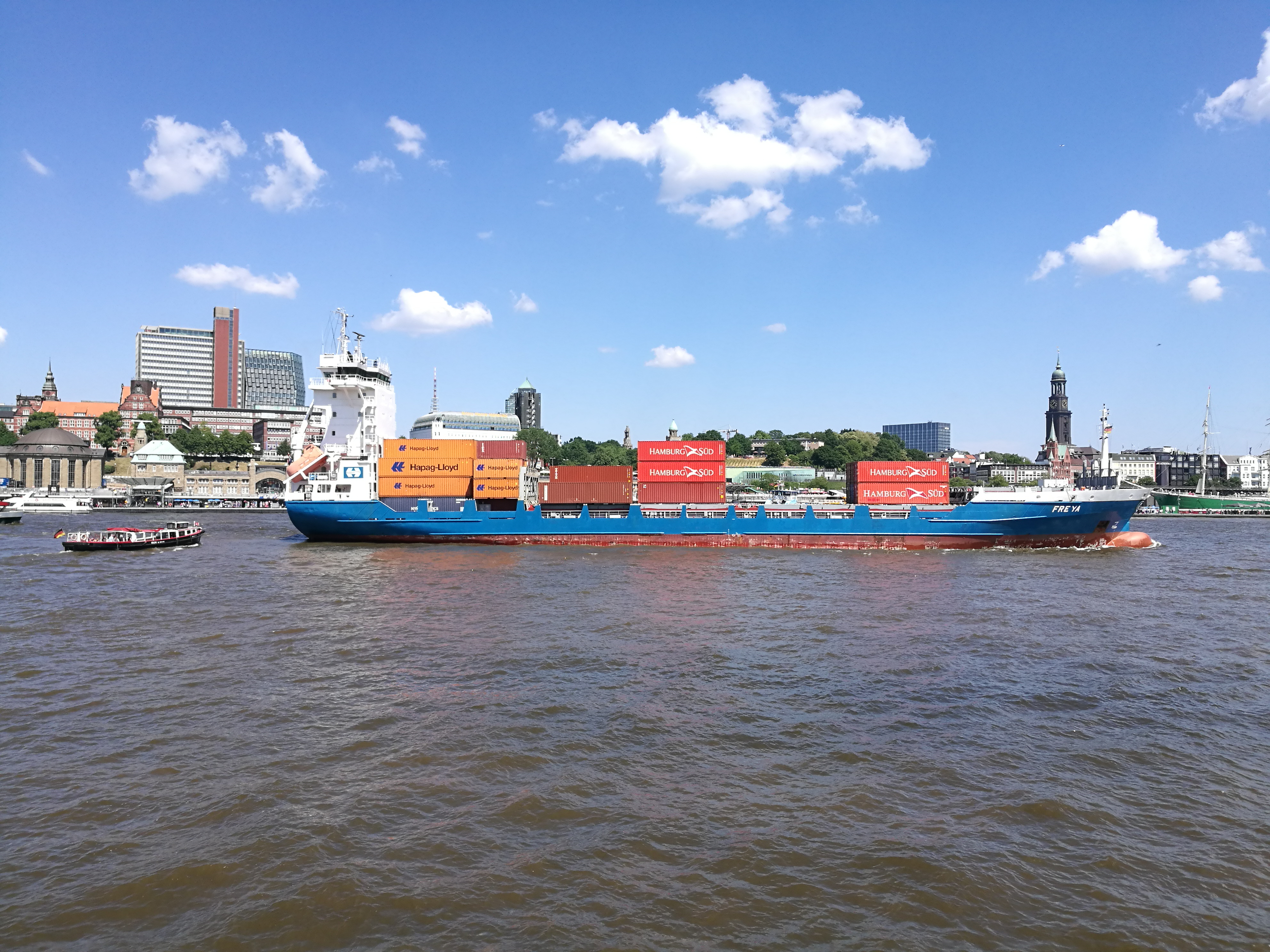
Schiffsfracht kann alles Mögliche zustoßen. Kleines Containerschiff auf dem Weg nach Hamburg

Gefahren der See (auch: Seegefahren; englisch perils of the sea) sind in der Seeschifffahrt außergewöhnliche Gefahren, die während der Schiffsreise einem Schiff, der Schiffsbesatzung, Passagieren oder der Seefracht zustoßen und zu Schiffsunfällen einschließlich Havarie führen können. Im Speziellen wird der Begriff in Frachtpapieren und Versicherungsverträgen für die Berufsschifffahrt verwendet, in denen es darum geht, die Risiken des Verlustes von Ladung oder ganzen Schiffen abzuschätzen.

## Allgemeines
Um Passagiere und Güter auf dem Seeweg wohlbehalten ans Ziel zu bringen, müssen die Schiffsmannschaft und vor allem der Kapitän einige besondere Herausforderungen meistern, die beim Landtransport naturgemäß nicht vorkommen können. Das Schiff kann leckschlagen und untergehen, es kann in einen Sturm geraten und kentern oder wegen eines Navigationsfehlers auf ein Riff treiben. Die Ladung kann über Bord gehen (vgl. Vorfall der MSC Zoe), oder es können Personen über Bord fallen. Ungewöhnliche Gefahren wie die Beschädigung der Ladung durch Ratten oder Ungeziefer sind dagegen keine Seegefahren. Auch Seekrieg oder Blockade sind wirtschaftlich keine typischen Seegefahren, können aber ebenfalls auftreten. Auch Piraterie ist in einigen Gewässern der Welt nach wie vor eine reale Gefahr. Für alle derartigen Fälle muss ein Notfallplan vorhanden sein, denn Rettungskräfte können bei vielen Notfällen nicht schnell genug am Unglücksort sein. Die Auftraggeber der Reedereien wollen Garantien dafür, dass diese alles unternimmt, um die Risiken zu minimieren, und Versicherungen sind daran interessiert, dass keine Leistungen fällig werden.

## Geschichte
Der französische Meeresführer (französisch Guidon de la mer) lässt sich auf die Zeit zwischen 1556 und 1584 datieren und beinhaltete insbesondere die Seekontrakte und die Seeversicherung. Er sah vor, dass jeder Verlust oder Schaden, der aus der Natur der Ware ohne Sturm oder andere Seegefahren entsteht, vom Eigentümer und nicht vom Versicherer zu tragen sei (Kapitel V, Artikel 8). Das Allgemeine Preußische Landrecht (APL) vom Juni 1794 erlaubte dagegen die Versicherung von Waren gegen Seegefahren (II 8, § 2046 APL). Die Seegefahr begann, sobald die Seefracht an Bord des Schiffes gelangte (II 8, § 2184 APL), sie endete, wenn die Fracht am Bestimmungsort gelandet ist (II 8, § 2185 APL). Die Hauptpflicht des Versicherers bestand in der Vergütung des Schadens, den die versicherte Sache bei der übernommenen Gefahr erlitten hatte (II 8, § 2171 APL).
Das französische Handelsgesetzbuch (Code de commerce) vom September 1807 übertrug dem Versicherer die eigentlichen Seegefahren Sturm und Unwetter, Schiffbruch, Strandung oder Seewurf (Art. 350). Bei der Großaventurei und der Bodmerei musste der Gläubiger die Seegefahr dahingehend tragen, dass er seine Forderungen bei einer Havarie verlor. Seegefahren erstreckten sich somit zunächst auf die Beschädigung oder den Verlust des Schiffs, der Schiffsbesatzung und/oder seiner Ladung. Folgeschaden war darüber hinaus der finanzielle Schaden, der den Reeder, Befrachter, Verfrachter oder Kreditgeber traf.
Lloyd’s of London entstand im Mai 1871 durch ein besonderes Gesetz als einheitliche Gesellschaft und ist heute die bedeutendste Seeversicherung weltweit. Sie versichert vor allem die Seegefahren. Im Januar 1907 trat das englische Seeversicherungsgesetz (englisch Maritime Insurance Act) in Kraft. Versichert ist danach nur jener Schaden, der auf Seegefahren (englisch Maritime perils) zurückzuführen ist und der in den Seefrachtversicherungsbedingungen (englisch Institute Cargo Clauses, ICC) nicht ausdrücklich ausgeschlossen ist. Die hiermit vergleichbaren Allgemeinen Deutschen Seeversicherungsbedingungen (ADS) sind seit Juli 1920 in Kraft.

## Rechtsfragen
Der Seegefahr unterliegen Schiff und Zubehör, Schiffsbesatzung, Passagiere und Schiffsladung. Bei der Seegefahr muss es sich um eine Situation handeln, gegen die sich der Verfrachter auch bei Anwendung der gebotenen Sorgfalt nicht zu schützen vermag. Danach muss es sich um eine die üblichen Begleiterscheinungen des Seetransportes übersteigende Gefahrensituation handeln. Die Auswirkungen der Seegefahr müssen so gravierend gewesen sein, dass der Verfrachter keine wirksamen Vorkehrungen zum Schutz der Ladung treffen konnte, auch wenn der Eintritt der Seegefahr nicht unvorhersehbar war. Windstärken von 8 bis 9 Beaufort in der Biskaya Ende Januar rechtfertigen nicht den Einwand der Gefahr der See. Seegefahr liegt vor, wenn es sich nicht um Situationen handelt, die auf einer bestimmten Reise nach Route und Jahreszeit üblicherweise zu erwarten sind, denen ein seetüchtiges Schiff gewachsen sein muss und für die auch durch ordnungsgemäße Stauung der Ladung, zu deren Erhalt Vorsorge getroffen werden muss, so dass es sich in diesem Sinne zwar nicht um eine ungewöhnliche, aber jedenfalls unter den konkreten Umständen unvorhergesehene Seegefahr handeln muss. Dabei geht es um die Gesamtheit der Umstände, die den Schaden herbeigeführt haben.
Das seit April 2013 geltende Seehandelsrecht schreibt zwar in § 498 Abs. 1 HGB eine generelle Haftung des Verfrachters für den Schaden vor, der durch Verlust oder Beschädigung des Frachtgutes in der Zeit von der Übernahme zur Beförderung am Ladeplatz bis zur Ablieferung am Löschplatz entsteht (Obhutshaftung). Allerdings ist der Verfrachter nach § 498 Abs. 2 HGB von seiner Haftung befreit, soweit der Verlust oder die Beschädigung auf Umständen beruht, die durch die Sorgfalt eines ordentlichen Verfrachters nicht hätten abgewendet werden können. Gerät der Schiffsführer „sehenden Auges“ in eine Schlechtwetterzone, kann der Haftungsausschluss nicht eingewandt werden. Bei Seeuntüchtigkeit oder Ladungsuntüchtigkeit haftet er nur, wenn diese trotz Sorgfalt nicht zu entdecken waren. Die generelle Haftungsbeschränkung des Verfrachters ergibt sich nunmehr aus § 499 Abs. 1 HGB. Danach haftet der Verfrachter nicht, soweit der Verlust oder die Beschädigung auf Gefahren oder Unfällen der See und anderer schiffbarer Gewässer, kriegerischen Ereignissen, Unruhen, Handlungen öffentlicher Feinde oder Verfügungen von hoher Hand sowie Quarantänebeschränkungen, gerichtlicher Beschlagnahme, Streik, Aussperrung oder sonstiger Arbeitsbehinderung, Handlungen oder Unterlassungen des Befrachters oder Abladers, insbesondere ungenügender Verpackung oder ungenügender Kennzeichnung der Frachtstücke durch den Befrachter oder Ablader, der natürlichen Art oder Beschaffenheit des Gutes, die besonders leicht zu Schäden, insbesondere durch Bruch, Rost, inneren Verderb, Austrocknen, Auslaufen, normalen Schwund an Raumgehalt oder Gewicht, führt, der Beförderung lebender Tiere, Maßnahmen zur Rettung von Menschen auf Seegewässern und Bergungsmaßnahmen auf Seegewässern.

## Versicherung
Als heute versicherbare Seegefahren gelten vor allem Baratterie, Beschlagnahme, Diebstahl, Feuer, große Havarie, Kaperei, Meuterei, Prisen, Schiffbruch, Seeblockade, Seeräuberei, Seewurf, Strandung oder Wassereinbruch. Der konkrete Versicherungsumfang ergibt sich aus der Police. Liegt höhere Gewalt vor, so scheidet eine Haftung im Schadensfall in der Regel aus, weil keiner der Vertragsparteien ein Verschulden anzulasten ist. Zu den Begriffsmerkmalen der höheren Gewalt gehört auch das Nichtverschulden, so dass derjenige, der die höhere Gewalt behauptet, zwangsläufig auch sein Nichtverschulden dartun muss.
Als Sondergebiet gibt es zudem das Seeversicherungsrecht. Die Seeversicherung gehört zur Transportversicherung, doch sind gemäß § 209 VVG die Regelungen des VVG über die Versicherung gegen die Gefahren der Seeschifffahrt (Seeversicherung) nicht anzuwenden. Gemäß § 28 ADS trägt der Versicherer alle Risiken, denen das Schiff oder die Waren während der Versicherungsdauer ausgesetzt sind, und zwar insbesondere bei Gefahren, die bei der Beförderung zur See auftreten können (Seegefahren).

## International
Wegen des weltweiten Bekanntheitsgrades der ICC einigt man sich im internationalen Handel häufig auf die Anwendung der ICC. Die Seegefahr (französisch dangers sur la mer) ist im französischen Recht nicht besonders erwähnt, sondern wird in Art. 27 Code de la navigation maritime zu den dort erwähnten Ereignissen, die nicht dem Verfrachter zuzurechnen sind, gerechnet. In Italien haftet bei Seegefahr (italienisch pericolo del mare, fortuna di mare) gemäß Art. 422 Codice della Navigazione der Beförderer nur dann für den Verlust oder die Beschädigung der ihm zum Transport übergebenen Sachen, wenn ihm Verschulden vorzuwerfen ist. Der Befrachter muss nachweisen, dass die Ursache für den Verlust, das Versagen oder die Verzögerung durch das Verschulden des Beförderers oder durch ein wirtschaftliches Verschulden seiner Mitarbeiter und Vorgesetzten verursacht wurde. In England beziehen sich die Gefahren der See (englisch perils of the sea) dem Common Law zufolge ausschließlich auf zufällige und unvorhersehbare Ereignisse, die von der See ausgehen und erfasst keinesfalls die normale Einwirkung von Wind und Wellen. Diese heute noch gültige Definition stammt von einer Gerichtsentscheidung aus dem Jahre 1887 im Xantho-Fall.